# Pongrácz György (püspök)
Szentmiklósi és óvári báró Pongrácz György (Turóc vármegye, 1625 – Nagyszombat, 1676. március 5.) kanonok, váci püspök.

## Élete
Pongrácz Dániel báró és Dubinszky Erzsébet fiaként született. Bölcseleti tanulmányait Nagyszombatban végezte, és miután itt ezekből 1655. április 25-én magisterré avatták, a Rómába ment teólogiát tanulni. Már 1654-ben mint papnövendék győri, 1657. augusztus 13-án esztergomi kanonokká nevezték ki. 1663. április 15-én szentgyörgymezei préposttá, július 19-én olvasó-kanonokká, majd szendrői címzetes püspökké és érseki helynökké tették. Ezenfelül az almádi apátságot is birtokolta. 1669. szeptember 23-án királya a váci püspöki székre emelte, miután az esztergomi káptalanban a nagyprépostságot is elnyerte. Megerősítése Rómából csak 1672-ben érkezett meg, püspökké ugyanezen év június 12-én szentelték fel Nagyszombatban. Úgy látszik, a királyi udvarban is kedvelt egyéniség volt, mert ez alkalomból a felség drága gyémántokkal díszített arany mellkeresztet küldött neki. 
Mint váci püspök is viselte az esztergomi nagypréposti tisztséget, és innen kormányozta a török uralom keserveit sínylő egyházmegyéjét. Kezdettől fogva több ifjút neveltetett és képeztetett saját házában a papi pályára, hogy az általánosan érzett paphiányon segítsen. 1672 körül elkészítette a váci egyházmegye térképét. 1673-ban Cseke Mihály ecseghi plébános által egyházlátogatást tartott megyéjében, 1674-ben a váci egyházmegye plébánosait és licentiátusait, miután saját vallomása szerint megyéjében arasznyi földbirtoka sincsen, a primás beleegyezésével Szent-Benedeken hívta össze. Miután ehhez a török engedélye is szükséges volt, és miután a török hatóságok vonakodtak ezt megadni, Pongrácz azzal fenyegette őket, hogy mindazokat a papokat, akik a kitűzött időre Szent-Benedeken meg nem jelennek, felfüggeszti állásuktól – tudta ugyanis nemcsak ő, de a török is, hogy ez esetben a nép sem kívánna lelkének egyedüli vigasztalója nélkül a falvakban megmaradni. A kísérlet sikerült, és az engedély a budai basától megérkezett. Szent-Benedeken a kitűzött időre megjelent 3 alesperes, 8 plébános és 11 licentiatus. 
A váci püspökmegyében csak 73 katholikus falu volt, de ezeknek lakói sem voltak tisztán katolikusok, az összes katolikus hivők száma pedig nem haladta meg a 13.000-et. Egyházmegyéjéről írt Informatióját egész terjedelmében közölteli a Magyar Sion folyóirat (1869. 891–904. l.). Az egyházi élet újjászervezését, az egyházmegye újjáalakítását tervezte, de ebben megakadályozta őt váratlan halála.

## Művei
- 1. Tek. és Nagys. Pongrácz György... Predikatzioia, melyet predikálot Nagy-Szombatban Szent-Miklós Templomaban Boldog Asszony Havanak XX. napjan M. DC. LXI. Midön a Tekentetes és Nagysagos Groff Forgach Miklós,... Megh. Hagyott Özvedgye a Tek. és Nagys. Groff Bossani Ester temettetnek. Nagyszombat
- 2. Aggratulatio chronographica Clementi IX. p. M. 1667
- 3. Res gestae in Ungaria annis 1667 et quinque sequentibus. Cassoviae (De canonisatione Francisci Borgia Tyrnavi usi: «Virtutes Sancti ungarico idiomate pro concione exposuit, idemque slavico sermone octavo die praestitit»)